# Платежі або податки за неекологічну продукцію
Платежі́ або пода́тки за неекологі́чну проду́кцію — один з видів  економічних інструментів природоохоронної політики, платежі за продукцію, виробництво, споживання або відходи яких завдають шкоди навколишньому середовищу. Мета таких платежів — створити умови для зниження споживання шкідливої для навколишнього середовища продукції. Податки та/або платежі накладаються за продукцію, що викликає екологічні проблеми, при її використанні у виробничих процесах, споживанні і видаленні у вигляді відходів через її значні обсяги, токсичність і т. д. Наприклад, батарейки, використані автомобільні шини, упаковка (пластикові пакети). Розмір платежів може бути пов'язаний з якою-небудь характеристикою продукції (наприклад, плата за вміст сірки в мінеральних маслах, вуглецевий податок на викопні види палива, податки на добрива за величиною вмісту в них азоту, фосфору,  калію; податок на саму продукцію — на мінеральні масла, електричні батареї, пакувальні матеріали. Іноді платежі за неекологічну продукцію враховуються в диференціації податків з тим, щоб зробити привабливими ціни на екологічну продукцію (наприклад, величина податку на автомобілі може змінюватися в залежності від споживання палива, наявності каталітичного перетворювача вихлопних газів, задоволення стандартам викидів або різний податок встановлюється на етильований і неетильований бензин). Спільною рисою більшості платежів за неекологічну продукцію є відсутність у них достатньої стимулюючої сили. Адміністративна ефективність таких платежів досить висока, якщо вони практично ув'язані з вже існуючою податково-акцизною системою.

## Ресурси Інтернету
- Еколого-економічний словник
- Економічна цінність природи
- Концепция общей экономической ценности природных благ
- Традиционные и косвенные методы оценки природных ресурсов